# Serra de marqueteria

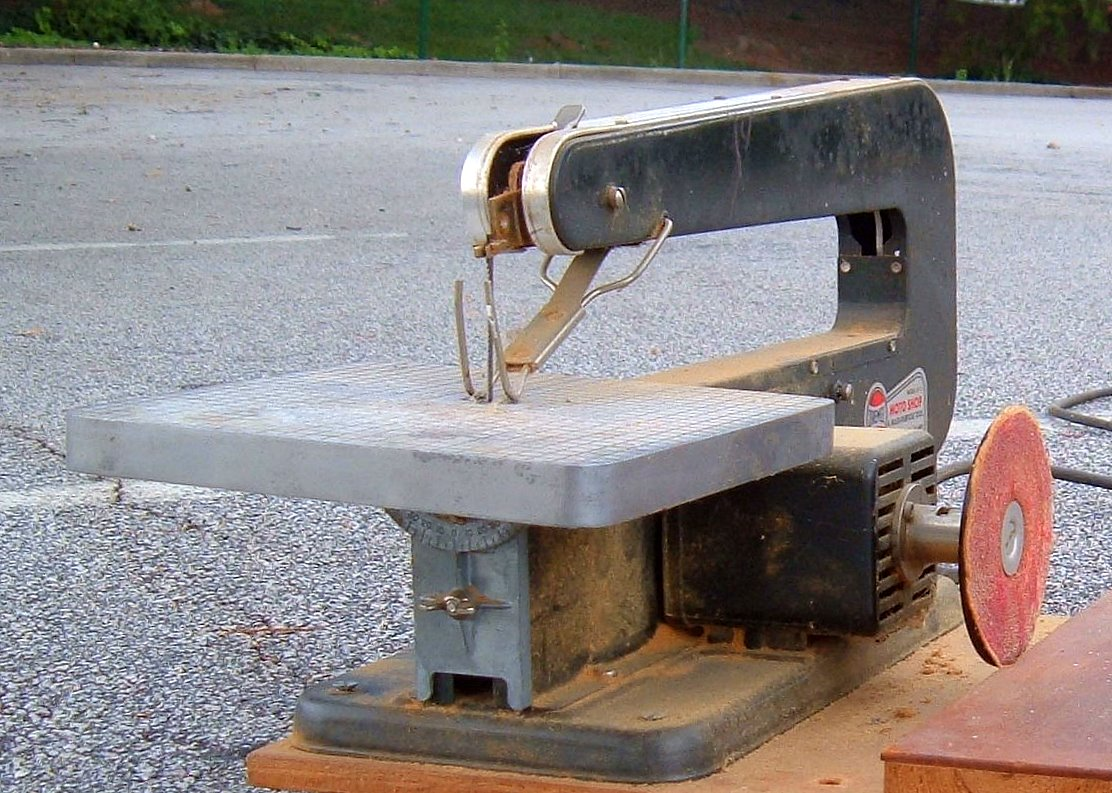
Serra de marqueteria Dremel

Una serra de marqueteria és una petita serra "elèctrica o de pedal" que es fa servir per tallar corbes intricades en fusta, metall o altres materials. La finor de la seva fulla li permet tallar amb més delicadesa que una serra de vaivé, i amb més facilitat que una serra de vogirmanual. Com amb aquestes eines, es poden crear corbes complexes, girant el tauler. El nom de "serra de marqueteria" deriva del seu ús tradicional en la fabricació de marqueteria.

## Avantatges
Tot i que és un estri semblant a una serra de cinta prima, la serra de marqueteria utilitza una fulla de vaivé en lloc d'un bucle continu. De la mateixa manera que una serra de calar manual, la fulla de la serra de marqueteria es pot treure i posar a través d'un orifici d'inici pre-trepat, el que permet realitzar talls interiors sense una ranura d'entrada des de l'exterior. A més a més, la finor tant en l'ample com en el nombre de dents de la fulla permet corbes significativament més intricades que la fulla de serra de cinta de calibre més estret.
La majoria de les serres de marqueteria ofereixen una petita llum en un braç flexible que il·lumina l'àrea de treball i un filtre bufador de pols per mantenir net l'espai de treball mentre es va serrant. La inclinació de la taula permet realitzar talls en angle de forma precisa i senzilla. El suport de velocitat variable permet un control encara més precís dels talls quan es treballa amb materials delicats o quan es realitzen talls complexos.

## Classificació

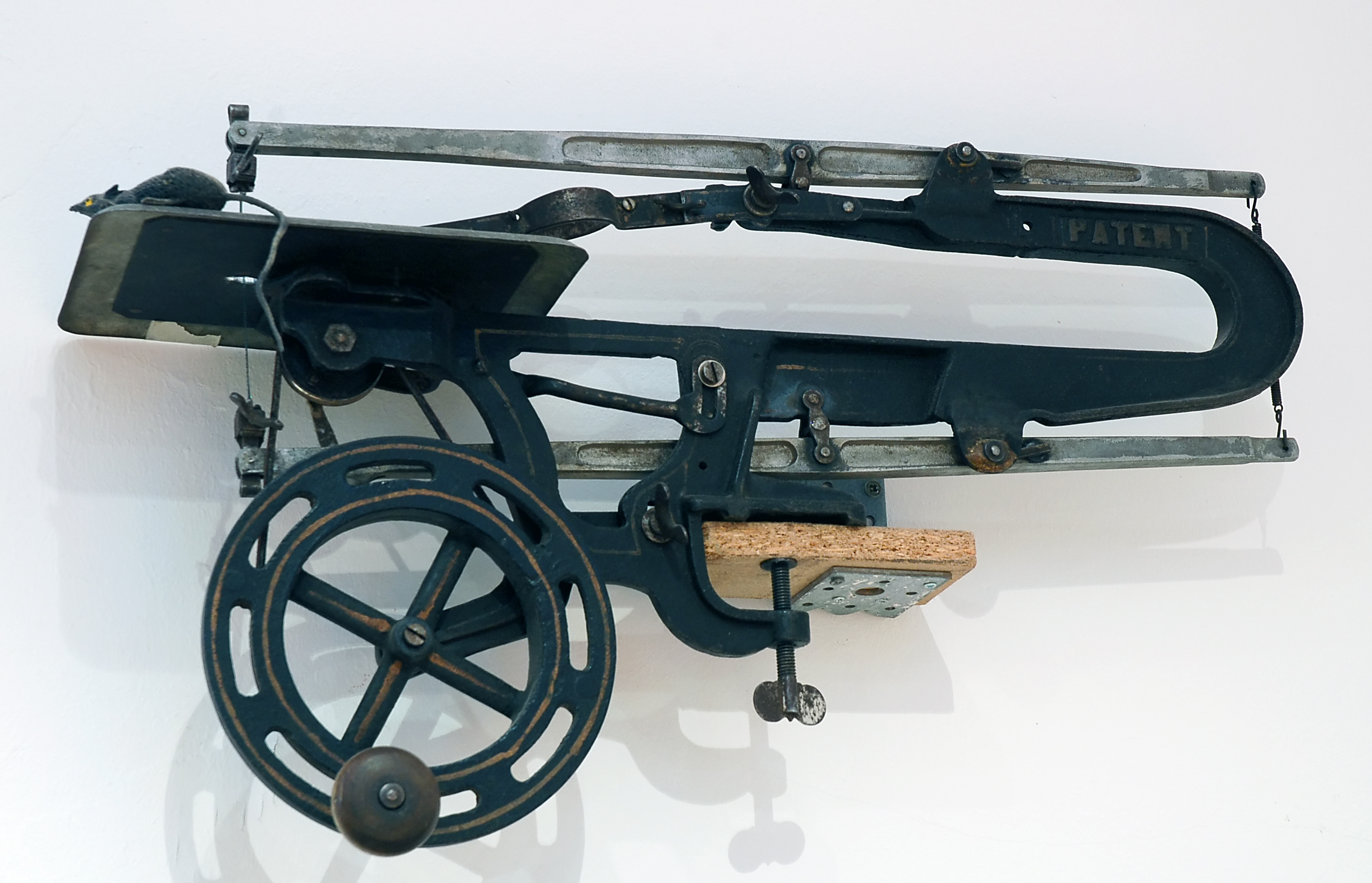
Serra de marqueteria manual, al voltant de 1900

Les serres de marqueteria es classifiquen segons la mida de la seva gola, que és la distància des de la fulla fins al marc del darrere de la serra. La profunditat de la gola determina la mida d'un tros de fusta que es pot tallar. Les serres més petites tenen una gola de tan sols 
12 polzades (300 mm) mentre que les serres comercials poden acostar-se a 30 polzades (760 mm) Abans de l'era de l'automatització informàtica, de vegades s'usaven serres industrials per fabricar objectes encara més grans penjant de l'sostre la connexió mecànica superior, fet que proporcionava una gola arbitràriament profunda.
Les serres de marqueteria varien en preu des de menys de $ 100 fins a prop de $ 2,000. Les serres més costoses són més precises i fàcils d'usar, generalment perquè minimitzen la vibració, encara que això depèn en part del disseny i la freqüència, ha models que gairebé no tenen vibracions en certes freqüències i augmenten la vibració en altres.

## Usos
El serrat en espiral és un passatemps popular per a molts fusters. L'eina permet una gran quantitat de creativitat i requereix comparativament poc espai. A més, molts projectes de serres de marqueteria requereixen poc més que la pròpia serra, el que redueix la inversió en eines. Cal un trepant per les retallades interiors, preferiblement 1 trepant amb suport per a un treball finament detallat.
Les serres de marqueteria s'utilitzen sovint per tallar corbes i juntes complexes, una tasca que poden completar ràpidament i amb gran precisió. També es poden fer servir per tallar juntes de cua de milà i són una eina comuna per a projectes de taracea més gruixuts. Quan es fa servir una fulla fina, la ranura d'una serra de marqueteria és gairebé invisible.
Juntament amb les serres de cinta, les serres de marqueteria s'utilitzen en l'artesania de taracea moderna.
Les serres de marqueteria són comparativament segures. En particular, és poc probable que el contacte inadvertit entre la fulla i els dits o extremitats de l'operador provoqui lesions greus, a causa d'una fulla més petita i una velocitat relativament més lenta en comparació amb eines com una serra de taula.

## Tipus
Hi ha diversos tipus de serres de marqueteria. El disseny més comú és el braç paral·lel, en què s'adjunta un motor prop de la part posterior dels braços i els dos braços sempre romanen paral·lels entre si. La variant de braç en C utilitza un braç sòlid en forma de "C", amb la fulla muntada entre els dos extrems de la "C". El tipus d'enllaç paral·lel, utilitzat per Hawk, Excalibur i DeWalt, té varetes en els braços superior i inferior que són "empeses" pel motor per moure braços articulats curts (al voltant de 4 polzades o 100 mil·límetres) que sostenen la fulla.
La serra de marqueteria de braç rígid va ser popular fins a la dècada de 1970, però ja no es fabrica. Té un marc de ferro colat d'una sola peça. la fulla està unida a un braç Pitman a la part inferior, que tira de la fulla cap avall. Un ressort a la part superior del braç tira de la fulla cap amunt novament. Aquest disseny té una debilitat significativa en el sentit que la tensió en la fulla canvia amb cada cop; Les serres de marqueteria modernes són dissenys de " tensió constant".

## Fulles de serra

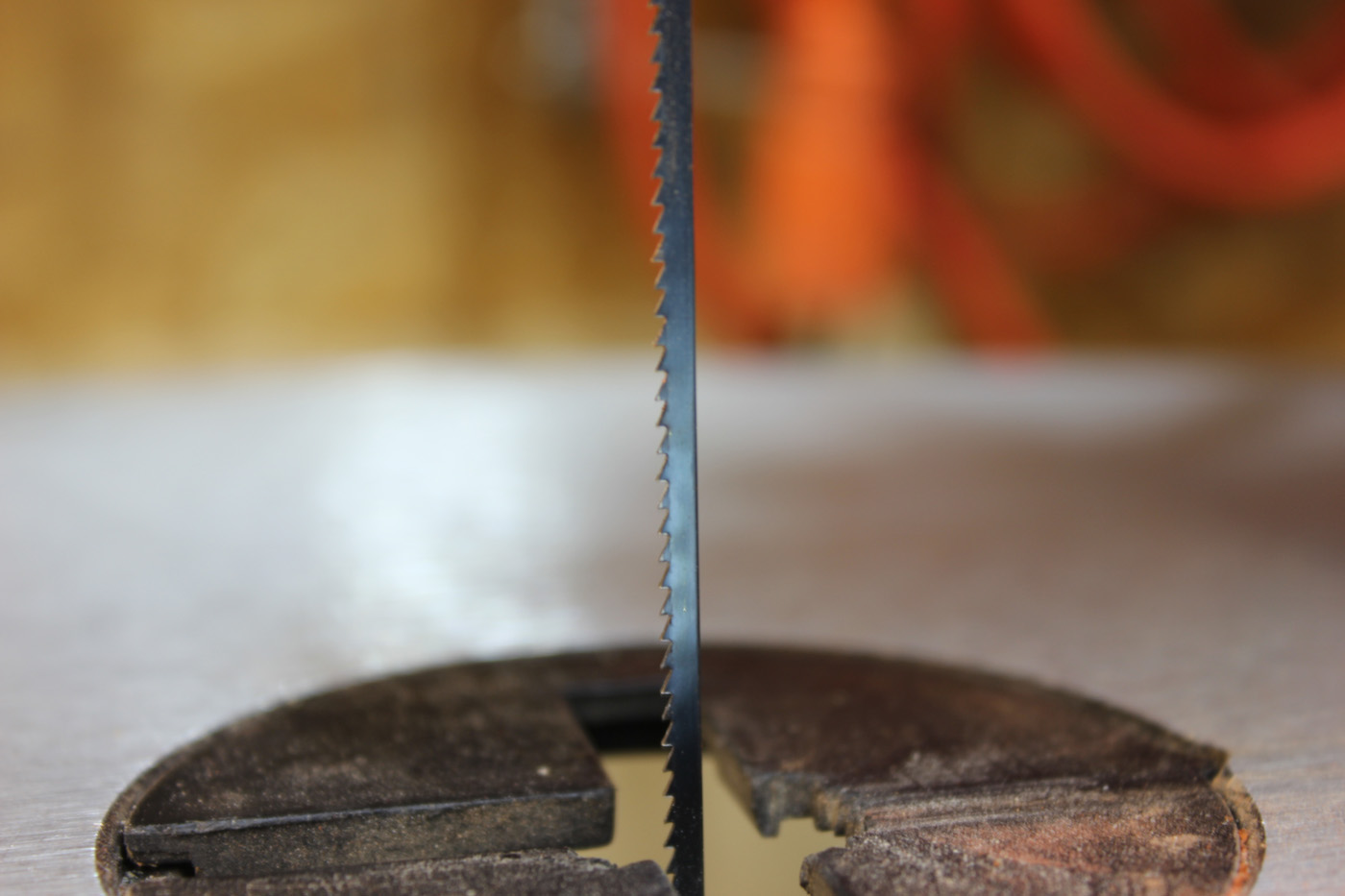
Fulles de serra de marqueteria

Amb l'excepció de les fulles fetes per a serres de treball molt lleuger, les fulles típiques de les serres de marqueteria tenen cinc polzades de llarg. Els tipus principals són:
- Dent saltejada que té una dent, un espai i després un altre dent;
- Dent de salt doble (dues dents, un espai, després dos dents);
- Corona o bidireccional, que tenen dents cap amunt i cap avall perquè la fulla tall tant en la carrera descendent (com amb totes les altres fulles), com en la carrera ascendent;
- Fulles en espiral, que són essencialment fulles planes regulars amb un gir, de manera que les dents es projecten cap a tots els costats;
- Fulles per tallar metalls d'acer temperat;
- Disc diamantat (filferro recobert amb fragments de diamant), per tallar vidre.
- Fulles d'extrem amb passador són generalment una mica més gruixudes i estan fetes per empra-les en serres de marqueteria que requereixen fulles d'extrem de passador que generalment són més antigues, menys costoses o estan fetes per a desplaçar el nivell d'entrada. La majoria de les serres de marqueteria de gamma alta més modernes no accepten fulles d'extrem amb passador.

Les fulles venen en molts pesos, que van des del # 10/0 (per fer joies, aproximadament de la mida d'un cabell gruixut) al # 12, que és similar a una fulla de serra de cinta petita.
Una altra varietat es diu fulla de dent invers. En les fulles de dents invertides, els 3/4 "inferiors de les dents estan invertits (apuntant cap amunt). Aquesta disposició ajuda a reduir les estelles a les vores inferiors del tall. No obstant això, no elimina el serradures del tall tan bé com una fulla normal, per la qual cosa el tall és més lent i produeix més calor. Aquesta calor redueix la vida útil de la fulla i augmenta la probabilitat que es cremi la peça de treball. Les fulles de dent invertida són especialment útils per tallar fusta tova i contraxapada com el bedoll bàltic.
L'última varietat es diu "ultra-inversa". Aquestes fulles es configuren amb 4 a 5 dents cap avall i després un cap amunt, repetits al llarg de la fulla. la fulla neteja molt bé la pols i deixa un dors molt més net (molt poques "pelusses"). Les mides d'aquestes fulles van des del n° 1 al n° 9.